# Basili Lecapè
Basili Lecapè, en grec medieval Βασίλειος Λακαπηνός, o Basili el Bastard, fou un príncep romà d'Orient, fill bastard de l'emperador Romà Lecapè i tutor de Basili II. Va ser castrat de jove, aparentment per qüestions dinàstiques, ja que segons els costums i la cultura de l'època un home mutilat no podia accedir al tron.
Constantí VII Porfirogènit, el seu cunyat, el va nomenar patrici, cap del senat i paracemomen (el que dorm a la cambra del costat de l'emperador) l'any 945, poc després que el seu pare fos derrocat. Va perdre poder sota Romà II, però el va tornar a adquirir sota Nicèfor II Focas i Joan I Tsimiscés, que el va nomenar pròedre, administrador de l'imperi, camarlenc i general. Va reunir una gran fortuna, i sembla que va tenir certes tensions amb Joan Tsimiscés poc abans que aquest morís. Algunes fonts assenyalen que Basili el va enverinar. Quan va voler exercir influència sobre Basili II que durant els primers anys l'havia mantingut en els càrrecs, l'emperador, que volia sostreure's del domini dels nobles i eunucs, el va acusar de simpatitzar amb el rebel Bardes Focas, va ser destituït el 988 i empresonat. Totes les seves terres i possessions van ser confiscades i totes les lleis emeses sota la seva administració van ser declarades nul·les i sense valor. Basili Lecapè va anar a l'exili i va morir poc després.